# Ostry zespół odstawienia opioidów
Ostry zespół odstawienia opioidów – zespół gwałtownych objawów ze strony ośrodkowego i wegetatywnego układu nerwowego oraz układu krążenia u osoby uzależnionej od opioidu, spowodowany jego odstawieniem lub znacznym ograniczeniem jego przyjmowania. Może również wystąpić w przypadku zastosowania leku będącego antagonistą receptora opioidowego (naloksonu, naltreksonu, nalorfiny).

## Objawy
W zależności od czasu półtrwania narkotyku, czyli de facto okresu jego utrzymywania się we krwi, objawy mogą wystąpić od kilku do kilkudziesięciu godzin po odstawieniu opioidu. W przypadku zastosowania antagonisty opioidowego zespół może rozwinąć się natychmiast.
Mogą wówczas wystąpić, w zależności od nasilenia:
- niepokój
- bezsenność
- napady ziewania
- rozszerzenie źrenic
- zlewne poty
- łzawienie
- kichanie
- gęsia skórka
- napady agresji
- skurcze mięśni
- ból pleców
- kolka jelitowa
- wymioty
- biegunka
- nadciśnienie tętnicze lub hipotonia
- zaburzenia rytmu serca

## Leczenie
Nie istnieją szczegółowe zalecenia postępowania w zespole odstawienia. Obowiązuje monitorowanie i wyrównywanie stwierdzonych odchyleń od stanu prawidłowego: biegunkę można opanować, stosując loperamid lub atropinę, a kolkę brzuszną za pomocą drotaweryny.
Należy wyrównywać zaburzenia gospodarki wodnej i elektrolitowej, korygować wartości ciśnienia tętniczego i leczyć ewentualne zaburzenia rytmu serca.
Leczenie zespołu odstawienia opioidów powinno też obejmować leczenie uzależnienia od narkotyków. Według niektórych postępowanie powinno ograniczać się do wsparcia psychologicznego, inni zalecają terapię metadonem.